# Католицизъм
Католицизъм е най-разпространеният клон на християнството, наброяващ приблизително над 1,4 милиарда последователи.
Неговите последователи смятат единствено християнството за права вяра и считат църквата си за Единната, Свята, Съборна и Апостолска църква, основана от Иисус Христос и Неговите апостоли. Католическата църква почита Светата Троица и определя за своя мисия разпространението на евангелската проповед на Исус Христос, извършването на тайнствата и благотворителността. Католическото богослужение е силно фокусирано върху литургията, с която се отбелязва тайнството на евхаристията. Според Католическата църква, когато са осветени от ръкоположен свещеник, хлябът и виното, използвани в литургията, действително се превръщат в плът и кръв Христова чрез преосъществяване. Тя практикува закрито причастие, като обикновено само на кръстените членове на Църквата в състояние на благодат е разрешено да получат евхаристията. Църквата има специално отношение към Богородица, за която поддържа четири конкретни догми – за нейното непорочно зачатие без първороден грях, за нейния статут като Майка Божия, за нейната вечна девственост и за нейното телесно възнасяне на небето след края на земния ѝ живот.

## Учение
Католическото учение почива върху основата на Свещеното писание, Свещеното предание и решенията на Вселенските събори (за такива то признава първите седем), при тълкуването на чиито постулати се взема предвид учението на т. нар. „Свети отци“ и на учителите на Църквата. Основен вероучителен документ е Никейско-Цариградския символ на вярата.
Католицизъмто изповядва Един Бог, Троичен по лица (ипостаси – Отец, Син и Свети Дух), които са единосъщни помежду си. Второто лице на Св. Троица – Бог Син, или Словото, се е въплътило и е станало човек в лицето на Иисус Христос. Според учението на Католическата църква, историческият Иисус Христос е едновременно и Бог и Човек, като има две природи и две воли – Божествена и човешка. Божията благодат се дава на човеците от Светия Дух посредством тайнствата, които за днешната православна църква са седем. Изповядва се есхатологичното възкресение на мъртвите преди Страшния съд.
Самата Църква се разбира като богочовешки организъм, чиято глава е Бог, а отделните вярващи – различните негови членове.
Отдава се особена почит на светците, особено към Богородица, която по святост превъзхожда дори най-висшите ангелски чинове.

## Спрямо други вероизповедания

### Ранни учения
Католическата догматика се развива и формулира в рамките на борбата срещу различни обявени за ереси учения.

#### Арианство
Според учението на арианите, Бог Син не е Единосъщен на Бог Отец, т.е. не е Бог, а е творение и има същия произход като всички твари. По-късно като компромисен вариант полуарианите въвеждат понятието подобосъщен, който обаче също отхвърля божествената природа на Иисус Христос в противоречие с православното учение. Арианството е осъдено на Първия вселенски събор, свикан със съдействието на император Константин I Велики в Никея през 325 година. Като видоизменено арианство, македонянството въвежда идеята за тварния произход на Светия Дух. Това учение е отхвърлено на Втория вселенски събор (385, Константинопол). В постановките на тези два събора православни, католици и почти всички вероизповедания, възникнали на базата на протестантството, са в общи линии единодушни.

#### Несторианство
Несторианството възниква като реакция срещу арианството и изтъква предимно Божественото достойнство на Словото. Поради това несторианите възприемат историческия Иисус като обикновен човек, който само по мистичен начин е свързан с Второто лице на Светата Троица. В тази връзка те наричат Дева Мария (чиято девственост не подлагат на съмнение) „човекородица“. При отхвърлянето на несторианското учение като ерес, възниква и понятието Богородица. Така Третият вселенски събор в Ефес (431) за първи път залага догматично култа към майката на Христос. Днес разбирането по този въпрос е общо за католици и православни.

#### Монофизитство
Монофизитството, макар и да приема Иисус Христос за Богочовек твърди, че в него е изявена една единствено природа – Божествената. По-късно монотелитството поддържа тезата, като отрича само съществуването на човешка воля у Иисус. Тези две учения са отхвърлени като „неправославни“ на Четвъртия вселенски събор (Халкедон, 451) и на Шестия вселенски събор (Константинопол, 680 – 681). В резултат на това от православието отпадат редица древни източни църкви – като Арменската и Коптската, с които в днешно време православните църкви поддържат тесни и приятелски отношения.
Неприемането на решенията на Халкедонския събор от страна на някои църкви се дължи на нелепи грешки при превода. Въпреки това в самостоятелното историческо развитие на тези християнски общности се появяват някои значителни различия с православието.

### Православие
Основните различия между православието и католицизма произлизат от времето на политическите спорове между християнския Запад и християнския Изток. Формален повод за разделянето на двете най-големи за времето си църковни общности става т. нар. спор около „филиокве“ (на латински „Филио"- от Сина и „кве“ – и, „и от Сина“). В западната църква с течение на вековете става все по-популярно нововъведението към Символа на вярата на тази дума, с която се обозначава, че Светият Дух изхожда не само от Бог Отец, но и от Бог Син. Поправката се споменава за първи път в средата на 6 век от Исидор Севилски и дълго време не е била повод за разногласия. Въпреки по-късните тълкувания и от двете спорещи страни, всъщност основният аргумент от страна на православието в рамките на спора е, че Символът не може да бъде променян без решение на Вселенски събор. По-късно критиката от страна на православието обвинява католицизма в субординация, в случая – принизяване на божественото достойнство на Светия Дух, от своя страна католицизмът отвръща, че Православието принизява ролята на Бог Син. В днешно време споровете по този проблем са редки и се водят изключително на специализирано богословско ниво.
Отново на богословско ниво съществува и разлика в тълкуването на първородния грях и свързаните с тази проблематика тайнства. Докато според католицизма всяко тайнство действа от само себе си, то православната гледна точка включва човешкото усърдие като фактор изпълненото тайнство да стане действено.
Основни спорни теми между православието и католицизма са късните нововъведения, направени от Ватикана – догматите за непорочното зачатие на Богородица (т.е. че тя е зачената непорочно подобно на Иисус Христос) и догмата за върховенството и непогрешимостта на папата (когато говори ex cathedra, т.е. от името на Църквата). Последното като цяло е несъвместимо с православната еклезиология.
Различните външни отлики в култа, календара, богослужението, начина на оформяне на църковния живот и др. имат формален характер и не биха могли да бъдат повод за спорове на изначално ниво.

### Протестантство
В сравнение с католицизма, протестантството стои по-далеч от православието. Допирните черти са свързани с нововъведенията в католическата догматика (най-вечно в частта за непогрешимостта на папата). Православието отхвърля реформаторските тенденции на протестантството за непочитане на иконите, съкращаването на броя на тайнствата (православните църкви не признават тяхното извършване в някои от протестантските общности), идеята за спасение само чрез вяра, опростяването на богослужението, неприемането авторитета на древните църковни писатели.
Въпреки тези различия, част от православните църкви водят диалог с основните протестантски църкви в рамките на Световния съвет на църквите.

## Свещенослужители
Католическата йерархия има 3 степени на свещенослужителите – дякон, презвитер и епископ с вътрешни разновидности между тях.
Епископ и свещеник може да стане само мъж, който е дал монашески обет, докато дякон може да стане и светско лице, отговарящо на определени изисквания.